# Grafikmagazin
Das Grafikmagazin ist eine Fachzeitschrift für Grafik- und Kommunikationsdesign. Das deutschsprachige Print-Magazin erscheint sechsmal im Jahr im Phoenix Verlag für Grafikdesign und wird weltweit vertrieben. Die Redaktionsräume befinden sich im Ruffinihaus in München.

## Inhalt und Zielgruppe
Das Grafikmagazin bietet fachlich relevante Informationen für Grafikdesigner und Kreative. Zu den inhaltlichen Schwerpunkten gehören Typografie, Corporate Design, Illustration, Editorial Design, Logos, Produktion und Publishing. Print, Papier und Haptik sind ein weiterer Fokus des Grafikmagazins, ebenso wie Aspekte der Nachhaltigkeit im Design.

## Geschichte
Das Grafikmagazin wurde im Dezember 2020 vom ehemaligen Grafik- und Redaktionsteam der Zeitschrift novum gegründet, nachdem diese als eigenständige Publikation eingestellt worden war. Die novum war 1924 gegründet worden und für Generationen von Grafikdesignern weltweit die zentrale Publikation, die sie ihr Berufsleben lang begleitete. Diese Tradition einer unabhängigen Fachzeitschrift für die Design-Branche wollten die Gründer des Grafikmagazins fortsetzen. 
Das Startkapital für das Grafikmagazin stammte aus einer Crowdfunding-Kampagne und am 25. Februar 2021 erschien die erste Ausgabe mit einer Auflage von 4000 Exemplaren. 

### Erstausgabe
Die Erstausgabe erschien mit einem Umfang von 106 Seiten und dem Schwerpunktthema „das digitale Museum“. Zu den Beiträgen gehörte unter anderem ein ausführliches Interview mit der amerikanischen Design-Ikone Paula Scher. Zur Einführung des Grafikmagazins entwickelte der Schweizer Designer und Buchdrucker Dafi Kühne ein Buchdruck-Plakat, das aus über 160 Stegen und Regletten zusammengesetzt und in 15 Druckdruchgängen gedruckt wurde. Das Sujet spielt mit den Gegensätzen von alt und neu und zeigt, was das Grafikmagazin ausmacht: ein altes, traditionelles Printformat mit neuen, zeitgemäßen Inhalten. Das Plakatmotiv diente dann in leicht abgewandelter Form als Cover-Motiv der ersten Ausgabe. Teile des Covers wurde zudem im Siebdruck mit Strukturlack versehen, um den haptischen Charakter der Publikation zu unterstreichen.

## Design

### Format und Umfang
Das Grafikmagazin erscheint im Format 210 × 270 mm und einem Umfang von 98–106 Seiten.

### Papierwahl
In jeder Ausgabe kommen vier verschiedene Papiere zum Einsatz. Die Fotostrecke (8 Seiten) wird auf gestrichenem Bilderdruckpapier gedruckt, für die Rubrik „Produktion & Publishing“ (16 Seiten) wird ein in jeder Ausgabe wechselndes Naturpapier verwendet und die übrigen Inhaltsseiten bestehen aus einer matt-gestrichenen Papier-Qualität.

### Cover-Gestaltung und Veredelungen
Das Motiv nimmt Bezug auf den Schwerpunkt und in jeder Ausgabe kommt ein anderes Feinpapier zum Einsatz. Die Cover werden zudem teils aufwändig veredelt und mit Strukturlack oder Heißfolie versehen. Im Grafikmagazin 03.21 kam eine umlaufende Schnittveredelung in Schwarz zum Einsatz und das Cover der Ausgabe 06.21 wurde im Digitaldruck sogar mehrfach veredelt. Lackierungen mit Transparentlack wurden hier mit verschiedenen Heißfolien kombiniert, die Motive von Heft zu Heft variiert und eine fortlaufende Nummerierung eingeführt. Jedes Exemplar sieht somit anders aus und ist ein Unikat.

### Typografie
Das Grafikmagazin verwendet als Headline-Font die Favorit und als Textschrift die Arizona. Beide Schriften stammen von der Dinamo Type Foundry.

## Design History
Das Grafikmagazin bietet nicht nur zeitgenössischer Gestaltung eine Plattform, sondern würdigt auch die Arbeiten und Leistungen von Gestalterinnen und Gestaltern früherer Generationen.
- Paula Scher begann ihre Karriere in den Siebzigern und ist heute Dozentin und Partnerin bei Pentagram (Grafikmagazin 01.21).
- Linda van Deursen, Partnerin von Mevis & Van Deursen, einem der renommiertesten Designstudios der Niederlande (Grafikmagazin 02.21).
- Rainer Gerstenberg, der letzte aktive Schriftgießer Deutschlands (Grafikmagazin 03.21).
- Joe Caroff, amerikanischer Grafikdesigner, der unter anderem das legendäre 007-Logo für James Bond entwarf (Grafikmagazin 04.21, Beitrag von Thilo von Debschitz)
- Rosmarie Tissi, Schweizer Grafikdesignerin und Typografin (Grafikmagazin 05.21)
- Guillermo Gonzáles Ruiz, schuf in den 60er- und 70er-Jahren legendäre Designs in Argentinien (Grafikmagazin 06.21)
- Félix Beltrán, kubanischer Grafiker, der Che und Castro zu Ikonen machte und die Reduktion zur Perfektion führte (Grafikmagazin 01.22)

## Das Team
Das Team des Grafikmagazins besteht aus den Gründern Christine Moosmann (Chefredakteurin), Sonja Pham (stellv. Chefredakteurin), Tobias Holzmann (Art Direction) und Christian Meier (Geschäftsleitung). Beiträge werden zudem von einer Reihe von Autoren und Korrespondenten aus Deutschland, den Niederlanden, Österreich, Italien und der Schweiz sowie Brasilien beigesteuert.

## Preise und Auszeichnungen
- Gewinner und Judge’s Choice des STA 100 Awards 2021 der Society of Typographic Arts[2]
- Nominierung in der Kategorie »Zeitschriften« beim Bayerischen Printpreis 2021[3]